# نحام تشيلي
نُّحَام الشيلي أو فلامنغو الشيلي هو نوع من أكبر النحاميات (110-130 سم) تترتبط وثيقا بنحام نحام الكاريبي وطائر البشروش.
وهو الطئر الوحيد الذي قوائمه وأرجله رمادية ووردية.

## مناطق تواجدها
يتواجد في المناطق المعتدلة في أميركا الجنوبية من الأكوادور والبيرو والشيلي الأرجنتين إلى شرق البرازيل، وأدخلت إلى هولندا وألمانيا كحيوانات دخيلة.

## التكاثر
مثل كل النحام يضع نحام الشيلي بيضة واحدة في كومة من الطين.
الفرق بين النحام والبشروش
يمكن التفريق بين نحام الشيلي والبشروش بأنه أكبر قليلا، وعن نحام الكاريبي من قوائمه التي تكون رمادية ووردية ومنقاره الأبيض والأسود.

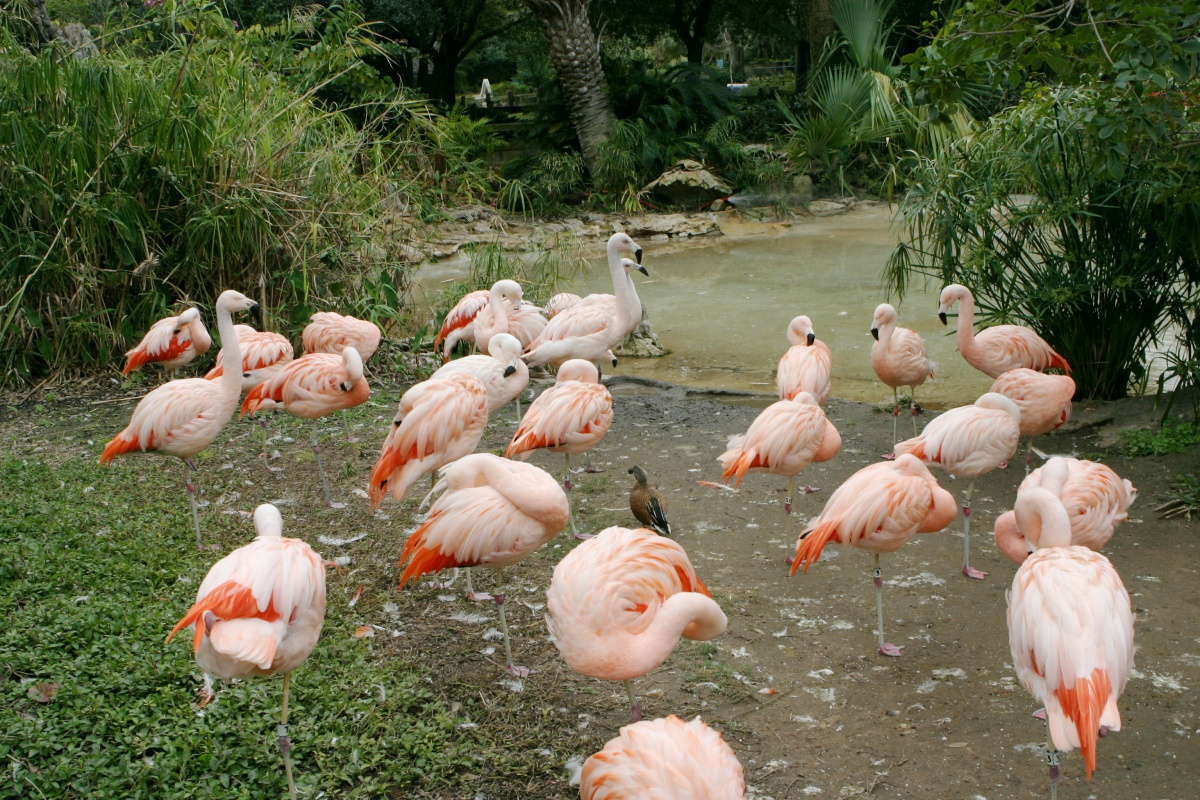
Group of Chilean Flamingos at the Houston Zoo
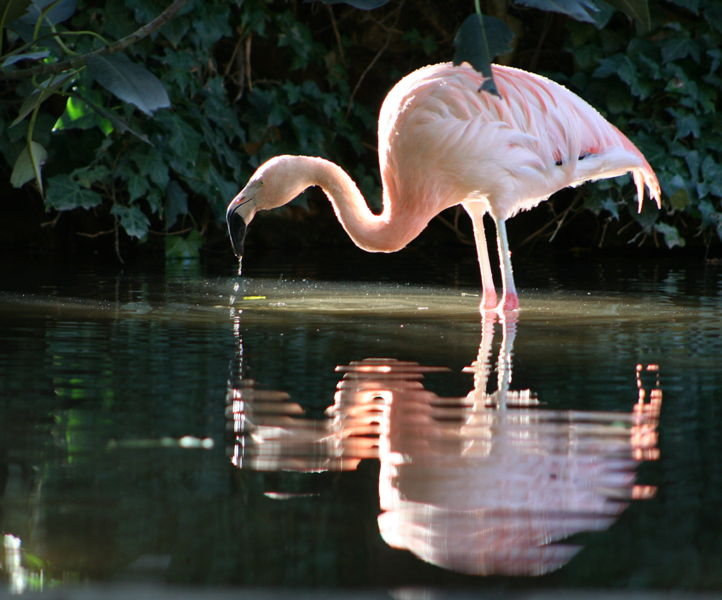
Chilean flamingo at the Adelaide Zoo